# Rock Master 2016
Rock Master 2016 – międzynarodowe, elitarne, prestiżowe zawody we wspinaczce sportowej organizowane corocznie od 1987 roku we włoskim Arco, które w 2016 roku odbywały się w dniach od 26 sierpnia do 4 września. Polak Marcin Dzieński wgrał konkurencję na Rock Master 2016 we wspinaczce na czas pokonując Ukraińca Danyjiło Bołdyrewa.
Zawody wspinaczkowe podczas festiwalu w  Arco w dwóch konkurencjach; prowadzenia i wspinaczki na czas były traktowane jako  Puchar Świata we wspinaczce sportowej 2016, Arco (ITA) (ang. IFSC Climbing Worldcup (L, S) - Arco (ITA) 2016.

## Uczestnicy
Organizator festiwalu Rock Master's do zawodów wspinaczkowych na sztucznych ścianach (Climbing Stadium Arco), zaprosił wspinaczy, których w finałach wystąpiło;
- po 7 uczestników – w boulderingu i w duelu (każdej płci, w każdej konkurencji)
- po 8 uczestników – w prowadzeniu i we wsp. na czas

W przypadku juniorów ilości wspinaczy, skalę trudności w poszczególnych konkurencjach ze względu na bezpieczeństwo wspinaczy były zróżnicowane.

## Wyniki
Legenda
     * Konkurencje zawodów wspinaczkowych rozegrane tylko w ramach Rock Master 2018 zostały zaznaczone tym kolorem.
     * Zawodnicy (włoscy), organizatora zawodów  zostali zaznaczeni tym kolorem.

### Prowadzenie
Zawody tej edycji Rock Master w prowadzeniu były rozgrywane jednocześnie jako IFSC Puchar Świata we wspinaczce sportowej, Arco (ITA) 2016, dlatego też w kwalifikacjach do fazy finałowej w prowadzeniu wzięło udział 72 wspinaczy i 56 wspinaczek. 
| Mężczyźni | Mężczyźni                | Mężczyźni |         | Kobiety            | Kobiety | Kobiety |
| Miejsce   | Zawodnik                 | Wynik     | Miejsce | Zawodniczka        | Wynik   |         |
| --------- | ------------------------ | --------- | ------- | ------------------ | ------- | ------- |
|           |                          |           |         |                    |         |         |
| złoto     | Romain Desgranges        | 44+       | złoto   | Anak Verhoeven     | Top     |         |
| srebro    | Jakob Schubert           | 44+       | srebro  | Kim Ja-in          | 49+     |         |
| brąz      | Dmitrij Fakirjanow       | 420       | brąz    | Janja Garnbret     | 29+     |         |
| 4.        | Domen Škofic             | 39+       | 4.      | Mathilde Becerra   | 290     |         |
| 5.        | Adam Ondra               | 39+       | 5.      | Mina Markovič      | 27+     |         |
| 6.        | Sebastian Halenke        | 34+       | 6.      | Anne-Sophie Koller | 26+     |         |
| 7.        | Francesco Vettorata      | 32+       | 7.      | Yūka Kobayashi     | 250     |         |
| 8.        | Ramón Julián Puigblanqué | 30+       | 8.      | Julia Chanourdie   | 15+     |         |

### Wspinaczka na czas
Zawody tej edycji Rock Master we wspinaczce na czas były rozgrywane jednocześnie jako IFSC Puchar Świata we wspinaczce sportowej, Arco (ITA) 2016, dlatego też w kwalifikacjach do fazy finałowej na czas wzięło udział 32 wspinaczy i 29 wspinaczek. Konkurencję wygrał Marcin Dzieński, wśród kobiet Francuzka Anouck Jaubert.
| Mężczyźni                   | Mężczyźni                   | Mężczyźni                   |                           | Kobiety                   | Kobiety                   | Kobiety |
| Miejsce                     | Zawodnik                    | Wynik                       | Miejsce                   | Zawodniczka               | Wynik                     |         |
| --------------------------- | --------------------------- | --------------------------- | ------------------------- | ------------------------- | ------------------------- | ------- |
|                             |                             |                             |                           |                           |                           |         |
| złoto                       | Marcin Dzieński             | 5,76                        | złoto                     | Anouck Jaubert            | 8,19                      |         |
| srebro                      | Danyjił Bołdyrew            | 5,81                        | srebro                    | Julija Kaplina            | u.                        |         |
| brąz                        | Bassa Mawem                 | 6,08                        | brąz                      | Klaudia Buczek            | 8,05                      |         |
| 4.                          | Leonardo Gontero            | 6,19                        | 4.                        | Aleksandra Rudzińska      | 8,15                      |         |
| 5.                          | Libor Hroza                 | 6,16                        | 5.                        | Aurélia Sarisson          | 8,66                      |         |
| 6.                          | leksandr Szikow             | 6,26                        | 6.                        | Anna Brożek               | 9,29                      |         |
| 7.                          | Quentin Nambot              | 7,29                        | 7.                        | Jelena Timofejewa         | 9,31                      |         |
| 8.                          | Guillaume Moro              | 8,73                        | 8.                        | Swietłana Motowiłowa      | u                         |         |
| Miejsca pozostałych Polaków | Miejsca pozostałych Polaków | Miejsca pozostałych Polaków | Miejsca pozostałych Polek | Miejsca pozostałych Polek | Miejsca pozostałych Polek |         |
| 14.                         | Rafał Hałasa                | 6,99                        | 14.                       | Edyta Ropek               | 8,70                      |         |
| 17.                         | Michał Lewicki              | 7,17                        | 15.                       | Patrycja Chudziak         | 9,06                      |         |
| 28.                         | Maciej Styla                | 8,52                        | 17.                       | Monika Prokopiuk          | 9,88                      |         |

### Bouldering i Duel
Konkurencje; boulderingu i duelu, rozegrane zostały wyłącznie w ramach zawodów Rock Master 2016.
| Bouldering |                    |         |                    |         |
| Mężczyźni  | Mężczyźni          |         | Kobiety            | Kobiety |
| Miejsce    | Kraj / Zawodnik    | Miejsce | Kraj / Zawodniczka |         |
|            |                    |         |                    |         |
| złoto      | Adam Ondra         | złoto   | Katharina Saurwein |         |
| srebro     | Jan Hojer          | srebro  | Giorgia Tesio      |         |
| srebro     | \| Jérémy Bonder   | brąz    | Staša Gejo         |         |
| 4.         | Michael Piccolruaz | 4.      | Andrea Kumin       |         |
| 5.         | Jernej Kruder      | 5.      | Julijana Kruder    |         |
| 6.         | Aleksiej Rubcow    | 5.      | Monika Retschy     |         |
| 7.         | Rustam Gelmanow    | 7.      | Franziska Sterrer  |         |

| Duel      |                     |         |                    |         |
| Mężczyźni | Mężczyźni           |         | Kobiety            | Kobiety |
| Miejsce   | Kraj / Zawodnik     | Miejsce | Kraj / Zawodniczka |         |
|           |                     |         |                    |         |
| złoto     | Adam Ondra          | złoto   | Janja Garnbret     |         |
| srebro    | Jakob Schubert      | srebro  | Katharina Posch    |         |
| brąz      | Max Rudigier        | brąz    | Anak Verhoeven     |         |
| 4.        | Domen Škofic        | 4.      | Mathilde Becerra   |         |
| 5.        | Urban Primozic      | 5.      | Yūka Kobayashi     |         |
| 6.        | Stefano Ghisolfi    | 5.      | Christine Schranz  |         |
| 7.        | Francesco Vettorata | 7.      | Mina Markovič      |         |
| 8.        | Sebastian Halenke   | 8.      | Magdalena Röck     |         |
| 9.        | Dmitrij Fakirjanov  | 9.      | Hélène Janicot     |         |